# Lista de pelourinhos localizados em Portugal
Esta é uma lista de pelourinhos localizados em Portugal, lista não exaustiva dos pelourinhos (ou picotas como também se designam) existentes em Portugal, mas tão só dos registados enquanto tal na Wikidata. Os pelourinhos estão ordenados pela sua designação.
A quase totalidade dos pelourinhos existentes em Portugal são monumentos classificados, ou monumentos nacionais ou imóveis de interesse público ou ainda imóveis de interesse municipal, o que é indicado na coluna "Classificação como Património", havendo hiperligação nas duas últimas colunas para as fichas do IGESPAR e do SIPA conhecidas e registadas na Wikidata.
Como nas listas geradas a partir da Wikidata, os pelourinhos cuja designação se encontra em itálico apenas têm ficha na Wikidata, não tendo ainda artigo próprio criado na Wikipédia.
Pelourinho era uma coluna de pedra ou mármore de formatos variados e com um topo também sujeito a formas variadas que era colocada num lugar público de vila, ou cidade, e no qual o município exercia a sua justiça, sendo assim um símbolo da jurisdição desse concelho e da sua autonomia municipal. Além dos concelhos, também tinham direito de pelourinho os grandes nobres, os bispos, os cabidos e os mosteiros como prova da sua jurisdição feudal.
Em Portugal, os pelourinhos dos municípios localizavam-se sempre no interior dos centros urbanos, normalmente em frente dos paços do concelho, desde que aos concelhos foi permitido, desde o século XII, erigir estes monumentos.